# دمرارا-بربیک علیا
دمرارا-بربیک علیا (به لاتین: Upper Demerara-Berbice) یک منطقه در گویان است که در گویان واقع شده‌است.

## خصوصیات
دمرارا-بربیک علیا ۱۷٬۰۴۰ کیلومترمربع مساحت و ۳۹٬۴۵۲ نفر جمعیت دارد.